# Нюхтилин, Владимир Филиппович
Владимир Филиппович Нюхтилин (9 марта 1907, Татарск — 14 октября 1980, Москва) — советский военный лётчик и военачальник, участник Великой Отечественной и Советско-японской войн, командир 18-го смешанного авиационного корпуса (1944—1948), генерал-майор авиации (1945).

## Биография
Нюхтилин Владимир Филиппович родился 9 марта 1907 года в городе Татарск Томской губернии, ныне Новосибирской области. Русский. Отца и мать не знал, беспризорник.
В детстве работал по найму в крестьянских хозяйствах. Учился в трудовой детской колонии в Омске до 1923 года, затем до совершеннолетия в городе Перми. В РККА с сентября 1929 года. Член ВКП(б) с 1931 года.

### Образование
- полковая пехотная школа (1930)[3]
- Вольская объединенная военно-теоретическая школа лётчиков и летнабов (1931)[3]
- 2-я военная школа лётчиков им. ОСОАВИАХИМа (Борисоглебск, 1933)[3]
- Высшие оперативно-тактические курсы при ВВА имени Жуковского (1940)[3]
- ВАК при Высшей военной академии им. К. Е. Ворошилова (1951)[3]

### До войны
Службу в РККА начал в сентябре 1929 года красноармейцем в артиллерийском полку Уральского военного округа, где окончил пехотную школу. В июне 1930 г. направлен в ВВС, где прошел обучение в Вольской объединенной военно-теоретической школе летчиков и летнабов, во 2-й военной школе летчиков. После учёбы направлен в 34-ю Сещинскую тяжелую бомбардировочную авиационную эскадрилью на должность младшего лётчика. Далее проходил службу на лётных должностях:
- в 46-й Оршанской бомбардировочной авиационной эскадрильи 214-й авиационной бригады, где вырос до командира авиационного звена,
- в 20-й Быховской бомбардировочной авиационной эскадрильи (командир отряда).
- в 35-м бомбардировочном авиационном полку 71-й авиационной бригады (с октября 1937 года по апрель 1938 года, в должности помощника командира полка). Полк выполнял правительственное задание в Китае. Нюхтилин награждён орденом Красного Знамени[2]. По окончании командировки полк перебазировался в Ленинградский военный округ.
- в 25-й бомбардировочной авиационной бригады ВВС 1-й Отдельной Краснознаменной армии (с июня 1939 г., помощник командира бригады). С этой должности направлен для дальнейшего обучения в Военно-воздушную академию РККА (декабрь 1939 г. — апрель 1940 г.), окончив обучение, назначен на прежнюю должность.
- в 10-м дальнебомбардировочном авиационном полку 33-й авиационной дивизии ВВС 1-й Краснознаменной армии Дальневосточного фронта в должности командира полка (ноябрь 1940 года).

### Участие в Великой Отечественной войне
Начало Великой Отечественной войны В. Ф. Нюхтилин встретил в должности командира 10-го дальнебомбардировочного авиационного полка. Дальнейшую службу проходил на Дальнем Востоке:
- в июле 1941 года назначен на должность командира 82-й бомбардировочной авиационной дивизии 11-й Воздушной армии Дальневосточного фронта
- заместитель командующего 11-й воздушной армией Дальневосточного фронта
- боевая стажировка в должности заместителя командующего 2-й воздушной армией 1-го Украинского фронта (февраль — май 1944 г.), участвовал в Проскуровско-Черновицкой наступательной операции.
- С 20 декабря 1944 года по декабрь 1948 года командир 18-го смешанного авиационного корпуса (Елизово, Камчатка) ВВС Дальневосточного фронта.

### Участие в Советско-японской войне
В Советско-японской войне полковник В. Ф. Нюхтилин принимал участие в должности командира 18-го смешанного авиационного корпуса 10-й Воздушной армии 2-го Дальневосточного фронта.
Под руководством В. Ф. Нюхтилина корпус участвовал в операциях:
- Южно-Сахалинская операция[3] — с 11 августа 1945 года по 25 августа 1945 года
- Сунгарийская операция[3] — с 9 августа 1945 года по 2 сентября 1945 года
- Маньчжурская операция — с 9 августа 1945 года по 2 сентября 1945 года
- Курильская десантная операция[3] — с 18 августа 1945 года по 01 сентября 1945 года

За проявленные исключительное мужество и героизм при проведении Южно-Сахалинской операции, а также умелое командование корпусом полковник В. Ф. Нюхтилин награждён орденом Суворова 2-й степени.

### После войны
После войны продолжал командовать 18-м смешанным авиационным корпусом по декабрь 1948 года. В декабре 1948 года принят на авиационный факультет Высшей военной академии им. К. Е. Ворошилова, по окончании которой в январе 1951 года назначен заместителем командующего 50-й воздушной армии дальней авиации. 
С февраля 1956 года в запасе по болезни. 
Скончался 14 октября 1980 года на 74-м году жизни в Москве. Похоронен на Ваганьковском кладбище.

### Воинские звания
- Генерал-майор авиации — 8 сентября 1945 года

## Награды
- Орден Ленина
- Орден Красного Знамени[2] (1938 г.)
- Орден Красного Знамени[2] (1944 г.)
- орден Суворова 2 степени[2] (27.08.1945 г.)
- Орден Трудового Красного Знамени
- Орден Красной Звезды
- Орден Красной Звезды
- Медали